# Jacob do Bandolim
Jacob do Bandolim, nacido como Jacob Pick Bittencourt (14 de febrero de 1918  - 13 de agosto de 1969, fue un compositor y músico brasileño. Nacido de madre judía brasileña y padre gentil en Río de Janeiro, su nombre artístico significa "Jacob de la Mandolina", por el instrumento que tocaba.
Todo un perfeccionista, Jacob supo lograr con su banda Época de Ouro los más altos niveles de calidad. Jacob odiaba el estereotipo del "músico popular borracho y despeinado", y exigía compromiso y vestimenta impecable de sus músicos que, como él, tenían trabajos durante el día. Jacob trabajó como farmacéutico, vendedor de seguros, vendedor ambulante y, finalmente, notario público, para mantenerse mientras trabajaba "a tiempo completo" como músico.
Además de su interpretación virtuosa, es famoso por sus más de 103 composiciones choro que van desde las melodías líricas de Noites Cariocas, Receita de Samba y Dôce de Coco hasta el agresivamente jazzístico Asanhado, que recuerda al bebop. También investigó e intentó preservar la tradición de los choros más antigua, así como la de otros estilos musicales brasileños.

## Muerte y legado
Bandolim murió de un infarto cuando regresaba de pasar el día con Pixinguinha, habiendo planeado un proyecto discográfico a beneficio de su amigo. Su hijo Sérgio Bittencourt (1941 - 1979) compuso la exitosa canción Naquela Mesa como homenaje a su padre.
Jacob tenía 2 mandolinas, a las que llamó "número uno" y "número dos". Después de su muerte, se mantuvieron almacenadas hasta 2002, cuando recibieron una restauración menor. Actualmente se encuentran bajo el cuidado del Instituto Jacob do Bandolim, y se han utilizado nuevamente en algunas grabaciones.